# Rya åsar

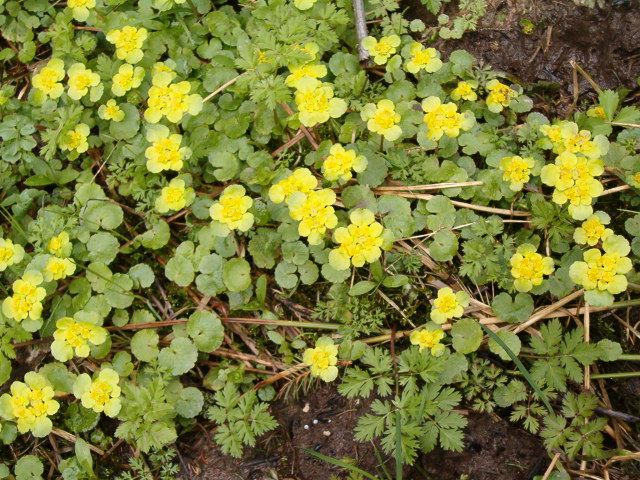
Gullpudra

Rya åsar är ett naturreservat i Borås kommun i Västra Götalands län.
Reservatet har en omväxlande natur och är beläget strax nordväst om staden Borås. Det är cirka 550 hektar stort och skyddat sedan 2001. Där finns landskap med lövskog, barrskog och kulturmarker. Eken är områdets karaktärsträd men det finns även hasselskog, alkärr och lindskog. Där kan man hitta dvärghäxört, gullpudra, strutbräken och hässlebrodd.
I lövskogen finns ett rikt fågelliv, med nötkråka, stenknäck, mindre hackspett och spillkråka.
I reservatet finns även många kulturspår såsom röjningsrösen, stenmurar och lämningar efter bebyggelse. 
Området har över 20 km markerade stigar och vandringsleder. Större delen av Linnémarschens bansträckning går till exempel i området. Vid Grönbo finns en välbevarad hålväg som Carl von Linné använde sig av på sin resa genom Västergötland år 1746. I Rya åsar ligger även Ryssby Klint, en rogivande höjd med utsikt över Borås stad. För den som vill övernatta i det fria finns ett vindskydd vid Fjällsjön. Förhistoriska gravar, bebyggelselämningar, odlingsrösen och fornåkrar visar att det bott människor på Rya åsar sedan urminnes tider. I lövskogen vid Björbo hage kan man skönja gamla, terrasserade åkerytor.